# CTM (Cagliari)

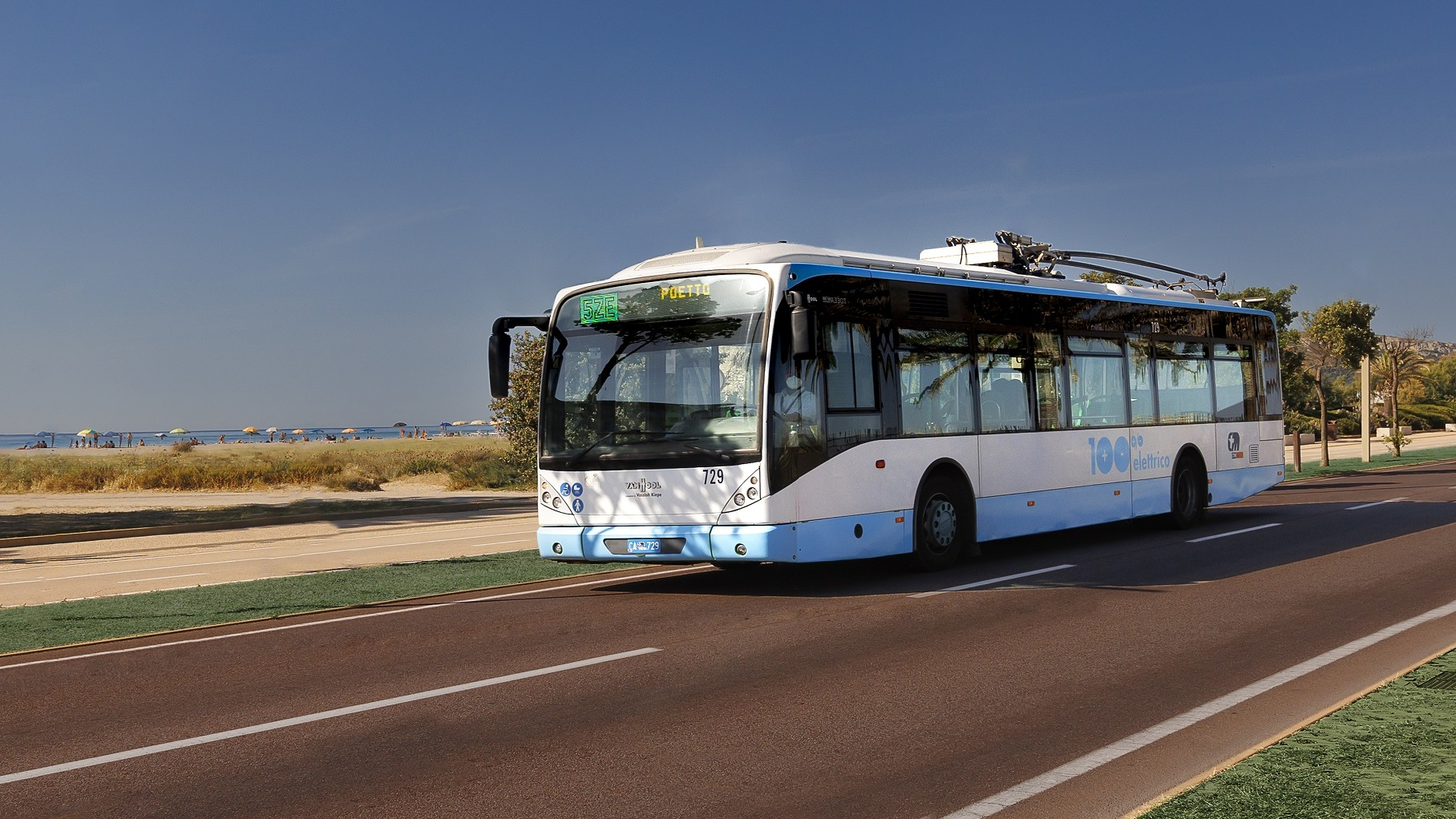
Van Hool A300 al Poetto in servizio sulla linea 5ZE

CTM S.p.a. (Consorzio Trasporti e Mobilità) è una società per azioni che gestisce il servizio di trasporto pubblico locale nell'area vasta cagliaritana, rendendo possibili gli spostamenti e i collegamenti sul territorio di otto comuni: Cagliari, Quartu Sant'Elena, Monserrato, Quartucciu, Selargius, Elmas, Assemini e Decimomannu. Il nome deriva dal vecchio acronimo di Consorzio Trasporti e Mobilità, risalente all'epoca precedente alla trasformazione in società per azioni, quando l'azienda era un consorzio.

## Storia

### STS - Società Tramvie della Sardegna (1920-1967)
La Società anonima Tramvie della Sardegna (STS) nacque il 1º luglio 1920 dallo scorporo delle attività di esercizio del trasporto pubblico su rotaia nella città di Cagliari da parte della Società Elettrica Sarda (SES) che cinque anni prima (nel 1915) ottenne la concessione statale per la gestione di tre linee tramviarie urbane.
Nell'aprile del 1929 il pacchetto di maggioranza della Società anonima Tranvie della Sardegna fu acquisito dalla Vinalcool (società produttrice di vini e birra, già titolare tramite la società Tramvia del Campidano e del Poetto della concessione delle linee tramviarie extraurbane verso Quartu Sant'Elena e verso il Poetto), che procedette alla fusione delle due aziende nella nuova Società Tranvie della Sardegna (STS).
Negli anni prima e dopo la Seconda Guerra Mondiale, con un notevole dispiegamento di risorse economiche, si procedette al completamento degli impianti fissi quali prolungamento dei percorsi mediante la posa di nuove rotaie, il raddoppio delle stesse in alcuni tratti, la ricostruzione delle infrastrutture e del materiale rotabile negli anni immediatamente successivi alla fine del conflitto, nonché l'acquisto di nuove motrici al fine di aumentare le corse sulle linee più frequentate dall'utenza.
Il 14 gennaio 1950 vide l'inaugurazione della prima linea di autobus, denominate AB (piazza d'Armi - Piazza Trento, poi a partire dal giorno 20 dello stesso mese fu prolungata fino a Piazza d'Armi), seguita nel marzo 1951 dalla linea FC (Ferrovie statali-Calamosca, anni dopo numerata come linea 8). Il servizio automobilistico consentiva di ampliare il servizio senza richiedere gli investimenti necessari per la realizzazione di impianti fissi.
La linea tramviaria 3 dal 6 gennaio 1952 fu la prima preesistente ad essere convertita in automobilistica: il capolinea est fu spostato in Piazza Costituzione, mentre quello ovest si attestò in Piazza Indipendenza.

Dal 29 ottobre 1956, il capolinea Sud fu spostato in Piazza Matteotti (Stazione FS) mentre quello Nord rimase in Piazza Palazzo.
Il 22 dicembre 1952 fu inaugurato il primo tratto della Rete filoviaria di Cagliari. La prima linea in servizio, la 5, consisteva in una filoviarizzazione (ed estensione verso Sud, allo Stadio Amsicora) della linea AB precedentemente gestita da autobus. Poche settimane dopo, volendo sfruttare gran parte dei bifilari da e verso il deposito per il servizio ordinario, fu inaugurata un'altra linea filoviaria, del tutto nuova, la numero 7.
Contestualmente, fu inaugurato il centro tranviario aziendale in Viale Pirri (l'attuale Viale Ciusa), su una superficie di 58.000 m², dotato di deposito e officina.
Il 6 gennaio 1954 nacque la più lunga (quasi 5 km) linea automobilistica finora istituita, la numero 6, che partendo dalle cliniche cittadine (l'attuale Piazza Loddo) passando per il cuore di Stampace, il largo Carlo Felice, la Via Roma, e il Viale Bonaria, superando il vecchio Ponte Vittorio, giungeva infine al popolare quartiere costiero di Sant'Elia. Anche questa linea, dal 30 luglio 1956, divenne filoviaria, col capolinea nord prolungato fino a Piazza Palazzo, nel cuore di Castello.
Dal 6 settembre 1954 iniziarono le corse della prima linea automobilistica extraurbana della rete: nasce la linea 9, con percorso avente capolinea est inizialmente da Piazza del Carmine (poco dopo spostato nei pressi della Stazione FS di Piazza Matteotti) e quello ovest ad Assemini (poi, dal 22 dicembre 1973, prolungata fino a Decimomannu).
I primi anni '50 per la STS videro la nascita delle prime linee automobilistiche extraurbane: con l'obbiettivo di velocizzare le corse da e verso Selargius, Quartucciu e Quartu sant'Elena evitando il transito nelle zone centrali di Cagliari, furono inaugurate due lunghe circolari - il C Rosso (Cagliari - Selargius - Quartucciu - Quartu Sant'Elena - Cagliari) e il C Nero (Cagliari - Quartu - Quartucciu - Selargius - Cagliari) che un decennio dopo diventarono filoviarie - e una nuova linea (la linea V) che partendo da Piazza IV Novembre a Quartu giungeva direttamente a Cagliari passando dall'attuale Viale Marconi e attestando il capolinea Ovest ad Assemini in Via Carmine: il percorso, a posteriori, era in pratica una fusione tra le future linee C Nero filoviaria (da Quartu fino alla Stazione FS di Cagliari) e la 9 (dalla Stazione FS fino ad Assemini); quest'ultima ne  accorpò il percorso sull'itinerario ridotto alla tratta Cagliari Stazione FS - Assemini (poi, come detto, dal 22 dicembre 1973 prolungata a Decimomannu).
Il 7 luglio 1957 viene inaugurata la nuova linea automobilistica SP, con lo scopo di collegare Selargius (Piazza Maria Vergine Assunta) alla spiaggia del Poetto (La Bussola), passando per Quartucciu e Quartu Sant'Elena. Dal 22 giugno 1958 la linea fu ribattezzata QS.
Dal 19 novembre 1961, col crescere della motorizzazione di massa e la necessità di allargare la strada che da Selargius giungeva a Quartu passando per Quartucciu (allora frazione di Cagliari) fu dismesso il binario unico lato strada, e la preesistente linea automobilistica QS viene prolungata a Monserrato.
Dal 20 giugno 1963 fu dismesso anche il binario unico che da Monserrato giungeva a Selargius, e la lunga tramviaria del Campidano - che attestò il suo capolinea Est a Monserrato - fu di fatto assorbita dalla linea M tramviaria nata quattro anni prima (1959) con la decisione di razionalizzare progressivamente il servizio tramviario urbano.
Il 15 febbraio 1964 fu istituita una nuova linea automobilistica urbana, la 12, con capolinea in Piazza d'Armi e in Piazza San Michele, con lo scopo di collegare idealmente la linea filoviaria 5 con la linea tramviaria 1, passando per il quartiere di Is Mirrionis.
Nel 1967, sull'onda delle politiche nazionali che miravano ad una graduale pubblicizzazione dei servizi e alla riduzione delle infrastrutture su ferro, la STS venne rilevata dal Comune di Cagliari, dalla Provincia di Cagliari e dal Comune di Quartu Sant'Elena, che costituirono l'Azienda Consorziale Trasporti (ACT) nata dalla fusione tra la STS e il Consorzio Trasporti Pubblici (CTP).

### ACT - Azienda Consorziale Trasporti (1967-1996)
L'Azienda Consorziale Trasporti (ACT) nacque il 1º ottobre 1967 come consorzio fra la Società Tramvie della Sardegna (STS) - gestore del servizio di trasporto pubblico a Cagliari, nata oltre cinquant'anni prima - e il più recente Consorzio Trasporti Pubblici (CTP) che gestiva due linee di autobus urbane nella sola città di Quartu Sant'Elena con lo scopo di collegare il centro abitato con le frazioni costiere.
Il capitale azionario, fin dall'inizio, è stato suddiviso fra il Comune di Cagliari (67,5%), il Comune di Quartu Sant'Elena (7,5%), e la Provincia di Cagliari (25%).
L'ACT, pertanto, ereditò dalla STS una rete di trasporto in netta prevalenza tramviaria (4 linee, di cui 2 extraurbane) e filoviaria (7 linee, di cui 2 extraurbane) - situazione comune ad altre realtà del Trasporto pubblico Locale in Italia - con una minoranza di linee (8) automobilistiche, generalmente periferiche e caratterizzate da frequenze e numero di corse inferiore rispetto alle prime due tipologie.
Tale tendenza andò, negli anni successivi, a ridursi, complice la progressiva dismissione del servizio tramviario (17 novembre 1973) e di parte della rete filoviaria urbana: dal novembre 1976 la maggioranza delle linee gestite dall'Azienda furono servite da autobus.
Fu così che dal 13 luglio 1968, con la cessazione dell'ultima linea tramviaria urbana (dovuta alla già deliberata dismissione del servizio su rotaia - dalla manutenzione e dall'estensione onerosa - a favore di quello su gomma), la nuova linea 1 in versione automobilistica vide lo spostamento di 1 km del capolinea Ovest - da Piazza San Michele all'omonimo Cimitero - e quello Est da Piazza Pascoli al quartiere popolare CEP di recentissima costruzione, comportando un considerevole prolungamento del percorso di alcuni km.
La linea 1 in versione autobus, quindi, andò ad affiancarsi alle preesistenti linee automobilistiche 3 (da San Michele al recente quartiere La Palma), 8 (dalla centralissima Piazza Yenne al quartiere costiero Giorgino), 9 (Cagliari-Assemini, poi da metà anni '70 prolungata fino a Decimomannu), 12 (Piazza d'Armi - San Michele), la QS da Monserrato a Quartu Sant'Elena, e le linee 1 e 2 in Quartu Sant'Elena (poi rinominate 1Q e 2Q per non confondersi con le omologhe cagliaritane) ereditate dal CTP l'anno prima e facenti servizio esclusivamente nel Comune quartese allo scopo di collegare il centro abitato alle sue frazioni costiere.
Successivamente, dalle prime soppressioni del servizio filoviario nacquero nuove linee automobilistiche che talvolta presero le numerazioni di alcune in precedenza servite appunto dai filobus.
L'11 maggio 1969 nacque una nuova linea 11 con percorso da Via Fracastoro a Calamosca: a differenza di quella già filoviaria (Stazione FS - Via Palestrina) poi accorpata dalla linea filoviaria 6, questa riedizione automobilistica ebbe l'obbiettivo di colmare il "vuoto" di servizio venutosi a creare nel dicembre 1968 con la dismissione dei bifilari in Viale Calamosca dell'allora linea 10 il cui capolinea Est fu arretrato allo Stadio Amsicora. La linea 11 automobilistica, con questa configurazione di percorso, è rimasta inalterata per oltre cinquant'anni, fin quando - accorpata alla linea automobilistica festiva 5/11 - il servizio fu ridotto al solo orario estivo.
L'8 novembre 1971 fu la volta di una nuova linea 10: sostanzialmente si trattava della preesistente filoviaria (Stadio Amsicora - Piazza Palazzo), ma in questa nuova versione automobilistica il percorso fu ridotto alla sola tratta da Piazza Matteotti a Piazza Indipendenza.

Nel 1973 fu accorpata dalla linea 8 (automobilistica, esistente fin dalla gestione STS con capolinea a Giorgino e a Calamosca, poi dal 1957 Piazza Yenne - Calamosca) e fu prolungata fino a Piazza San Michele.
Il mese dopo, nel dicembre 1971, alle linee automobilistiche esistenti, si aggiunse una nuova versione della linea M che prese il posto di quella fino ad allora tramviaria: complice il crescente traffico veicolare fra Cagliari e Pirri da e verso l'allora frazione di Monserrato, furono smantellati i binari che costeggiavano l'ex aeroporto militare per far posto a una larga strada a quattro corsie, l'attuale Via Cesare Cabras, che consentisse di evitare le strette vie Zuddas e Giulio Cesare. Pertanto il percorso di questa linea, diventata automobilistica, anziché invertire la marcia nel vecchio anello tramviario prospiciente Via Riu Mortu fu allungato fino al centro storico di Monserrato, con capolinea in Via San Gavino.
Due anni dopo, similmente a quanto avvenne per le linee 1 ed M, a diventare automobilistica (e ad essere prolungata di qualche km) fu l'ultima linea tramviaria rimasta, la Poetto (poi denominata semplicemente P): era il 18 novembre 1973, e il nuovo percorso anziché effettuare capolinea nell'ex anello tramviario di fronte all'Ospedale Marino allora in attività proseguì fino a tutto il Poetto di Quartu fino a La Collina, una borgata residenziale di recente edificazione subito dopo la spiaggia del Margine Rosso.
Complice l'espansione della città di Cagliari nelle periferie, dalla fine degli anni '70 - avendo dal 1964 la linea 12 (Piazza d'Armi - San Michele) incontrato il favore dell'utenza - si procedette alla creazione di ulteriori circolari automobilistiche; il 2 dicembre 1973 nacque una nuova linea 2 sull'itinerario Chiesa SS. Crocifisso - Via Sant'Alenixedda (successivamente accorpata dalla linea 6), e contemporaneamente la linea 13 con capolinea in Via Po e a Pirri in Piazza Italia. Quest'ultima, dal 17 aprile 1975, fu accorpata dalla linea 8 (fino ad allora con itinerario Giorgino - Piazza San Michele) che conseguentemente fu prolungata a Monserrato.
Dal 7 marzo 1977, a seguito di un notevole incremento delle corse, le linee automobilistiche 2 (dal mercato civico di San Benedetto a Genneruxi), 6 (da Via Palestrina al Borgo Sant'Elia) e 7 (dalla Stazione FS a Piazza Giovanni XXIII) furono accorpate in un'unica linea, la 2/6/7, che ebbe lo scopo di collegare con maggiore efficacia le zone centrali della città con i quartieri periferici ormai inglobati nel tessuto urbano per via della sempre più rapida espansione edilizia in quegli anni.
Dal 29 dicembre 1977, con lo scopo di collegare Piazza San Michele con una zona di recente urbanizzazione, i quartieri di Mulinu Becciu e Bingia Matta, nacque la linea automobilistica 14.
Con l'apertura del nuovo Ospedale Oncologico dietro il Colle di San Michele, nel 1980 fu riesumata la linea automobilistica 13, stavolta con percorso da Piazza Giovanni XXIII fino a Via Jenner, poi prolungata nel 1982 al nuovo Ospedale Civile.
Dal 30 maggio 1985, con l'inaugurazione della linea 15, anche la frazione di Pirri ottenne una circolare.
Nel 1989 la linea P (La Collina - Stazione F.S.) fu suddivisa in due distinte linee: partendo da Piazza Matteotti a Cagliari e transitando dal Poetto, la prima fu prolungata a Flumini (PF), mentre la seconda attestò il suo capolinea a Quartu Sant'Elena (PQ) in Piazza IV Novembre.
Nello stesso anno, con lo spostamento della sede degli uffici della Motorizzazione Civile da Via Lunigiana (dove, curiosamente, erano presenti anche quelli della stessa ACT) alla S.S. 554, fu inaugurata la linea 16; a Selargius intanto fu inaugurata la linea 17, una circolare interna, gestita dai piccoli autobus Inbus U150 (da 8 metri e mezzo), con capolinea iniziale in Via Istria (poi spostato in Via Vittorio Veneto e infine in Via Gallus) e alla Stazione FdS di Monserrato.
Nel 1991, in previsione dell'istituzione delle linee urbane interne e circolari, furono acquistati ulteriori piccoli autobus da 7 metri: nasce pertanto una nuova linea 10 (con percorso differente rispetto a quella filoviaria esistita dal 1957 al 1971 e la breve vita automobilistica dei due anni successivi) complice la preclusione al transito dal dicembre 1989 dei bus da 12 metri in Via Manno e in Via Garibaldi a Cagliari: transitando nelle suddette vie, congiungeva Piazza Trento con l'Ospedale Binaghi. Inoltre fu scissa dopo 14 anni la linea 2/6/7 in linea 6 (percorso immutato, ovviamente modificata nella parte centrale del percorso) e linea 7 (che, partendo da Piazza Yenne, divenne la circolare del quartiere di Castello).
Nel 1993, col ridimensionamento della linea filoviaria C Nero - che fu ribattezzata Circolare Sinistra (CS) e perdette la tratta da Piazza Sant'Elena a Piazza IV Novembre - furono istituite a Quartu Sant'Elena le circolari interne destra e sinistra CID e CIS, gestite da piccoli autobus da 7 metri.
Dal 22 aprile 1995 i titoli di viaggio a banda magnetica prendono il posto di quelli cartacei con vidimazione meccanica.

### CTM - Consorzio Trasporti e Mobilità (dal 1996 in poi)
La volontà della dirigenza di diversificare i servizi offerti dall'Azienda - non più limitati al solo esercizio delle linee di trasporto pubblico ma anche alla gestione appaltata del parcheggio a pagamento - portò ad una sua radicale ristrutturazione: nel 1996 l'ACT cambiò nome in CTM (Consorzio Trasporti e Mobilità), rivendicando pertanto la sua nuova vocazione legata non solo ai trasporti ma anche ai servizi legati alla mobilità. Poté così partecipare al bando per l'assegnazione della gestione della sosta a pagamento nel comune di Cagliari, e successivamente anche nel comune di Quartu Sant'Elena.
Dal 16 novembre 1998, l'azienda si impegnò a riorganizzare l'intero servizio: vennero create nuove linee e circolari, alcune linee vennero soppresse o accorpate e altre vennero modificate e allungate; vennero inoltre acquistati 4 autosnodati urbani (i primi a Cagliari) e 52 nuovi autobus BredaMenarinibus Monocar 240L, che andarono a sostituire mezzi ormai obsoleti quali erano i Fiat 470. Venne poi ripristinato il servizio filoviario sulla linea 5, soppresso nella primavera del 1990, con alcune modifiche di tracciato (la linea verrà allungata più volte nel corso degli anni successivi), e vennero anche modificati i percorsi delle grandi circolari esterne filoviarie nel comune di Quartu; i mezzi in servizio vennero completamente riammodernati e dotati di velette elettroniche con l'indicazione del percorso. Le frequenze di molte linee furono incrementate.
 Fu avviato, purtroppo, lo smantellamento della linea aerea filoviaria in disarmo, in deterioramento da diversi anni.
Proprio da quello stesso giorno, furono istituite tre nuove circolari e la triplicazione di una linea preesistente.
 Nacque la linea 18, la più corta dell'intera rete, fortemente richiesta dal Comune di Quartucciu al fine di rompere l'isolamento esistente tra Via Nazionale e Via delle Serre con le fermate presenti in Via Rosselli e in Via Don Minzoni.

Le linee 12 (Piazza d'Armi - Piazza San Michele) e 14 (Piazza San Michele - Bingia Matta), ad oltre vent'anni dalla loro istituzione, furono sostituite dalle due circolari 20 e 21 che delle predecessori rappresentarono un notevole ampliamento dei percorsi, in particolare verso i quartieri di Mulinu Becciu.

La storica linea QS, nata esattamente quarant'anni prima (come estensione della preesistente linea SP) in vista della progressiva dismissione della linea tramviaria da Selargius a Quartu, fu divisa in tre linee ben distinte: la preesistente fu prolungata a Mulinu Becciu passando da Pirri senza entrare a Monserrato (ove, fino a quella data, era situato il precedente capolinea Ovest), mentre la nuova derivata QS/A ne ereditò il percorso a Monserrato prolungato alla nuova Cittadella Universitaria poi al Policlinico con capolinea Est arretrato a Piazza IV Novembre a Quartu, e la QS/B ricalcava in toto il nuovo percorso della QS prolungato a Mulinu Becciu passando per Pirri ma con capolinea Est a Quartu in Piazza IV Novembre come la QS/A.
Nel 1999 le circolari interne di Quartu CID e CIS presero le numerazioni, rispettivamente, 40 e 41.
Nel 2000, dopo i primi quattro anni di attività nel settore durante i quali ha rinforzato i servizi offerti, si trasformò in Società per azioni. Inoltre, sempre nello stesso periodo, è iniziata da parte dell'azienda anche la gestione delle zone di sosta a pagamento delle città di Cagliari e, l'anno successivo, di Quartu Sant'Elena, attualmente non più in gestione della CTM.
Nel 2001 nacque la linea 19, praticamente un QSB prolungato ad Assemini, che rappresentava una valida (e più economica) alternativa alla linea 9 Cagliari-Decimomannu - che transitava anch'essa ad Elmas e ad Assemini - per via della possibilità di utilizzare titoli di viaggio a tariffa semplice (da 90 minuti), senza la maggiorazione prevista in quelli a tariffa integrata (da 2 ore). Successivamente tale divario nella tariffa semplice è stato annullato da una Legge della Regione Autonoma (avente potere decisionale sulle tariffe del trasporto pubblico locale in Sardegna).
Nel 2002 fu istituita la linea 29, avente il compito di collegare Cagliari alla Cittadella Universitaria di Monserrato e al nuovo Policlinico.
Nella primavera 2003, pochi mesi dopo il prolungamento della linea 5 filoviaria, la linea 21 fu accorpata interamente dalla preesistente linea 20, con capolinea Sud trasferito in Viale Buoncammino.
Nel 2006 la linea 2Q - facente servizio (come la linea 1Q) interamente nel Comune di Quartu Sant'Elena - avente capolinea in Via Brigata Sassari e a Flumini in Via dei Nasturzi, fu soppressa nell'ottica di una razionalizzazione del servizio.
Sempre a partire da quegli anni, l'azienda avvia una serie di nuovi progetti indirizzati a migliorare la qualità dei trasporti e rendere più tecnologico il servizio. Sono stati infatti acquistati autobus più moderni, tra i quali alcuni, gli ultimi modelli acquistati, comprendono anche il sistema di aria condizionata e la piattaforma per una salita e discesa più agevole di persone invalide, e sono stati installati nuovi cartelli tecnologici alle fermate che indicano l'ora di arrivo del mezzo atteso. Dal 2006 è attivo il servizio CTM OPEN, che permette di visitare la città di Cagliari a bordo di un autobus scoperto; la linea opera solo in concomitanza con l'arrivo nel porto di Cagliari di navi da crociera.
A partire dall'11 maggio 2013 venne stravolto il percorso della linea 7, che fino a quel momento percorreva circolarmente il centro storico in senso antiorario (Piazza Yenne - via Roma - viale Bonaria - viale Regina Margherita - Piazza Costituzione - viale Regina Elena - Piazza Indipendenza - Castello - via Manno - Piazza Yenne). Il nuovo percorso, in senso orario, divenne il seguente: Piazza Yenne - Ospedale Civile - Piazza Indipendenza - Castello - Piazza Costituzione - via San Giovanni - Mercato San Benedetto - via San Giacomo - Piazza Costituzione - viale Regina Margherita - via Roma - Piazza Yenne. In questo modo, le strade interne di Villanova furono servite dai bus CTM.
Il 14 settembre 2015, per favorire l'interscambio con le linee passanti per Piazza San Michele/via Abruzzi, venne leggermente deviato il percorso della linea 9. Proprio da questa zona, il 19 ottobre 2015, partì la nuova linea University Express, che passando per l'Ospedale Brotzu, l'Asse Mediano e la SS554, permette di raggiungere la Cittadella Universitaria di Monserrato in 15 minuti.
Sempre nel 2015, a seguito della parziale pedonalizzazione di parte del Corso Vittorio Emanuele, le linee 1 e 10 hanno variato parzialmente il percorso deviandolo sul viale Trieste, pur mantenendo il passaggio nel Largo Carlo Felice. Successivamente, a seguito della pedonalizzazione delle vie Manno e Garibaldi, il percorso della linea 10 fu stravolto considerevolmente nella sua parte centrale, venendo poi significativamente modificato dal 1º ottobre 2016: il capolinea venne spostato da piazza Trento a viale Fra Ignazio. In direzione di viale Fra Ignazio, da via Sonnino la linea sale per piazza Costituzione, viale Regina Elena, Porta Cristina, Buoncammino, viale Fra Ignazio. Nella direzione opposta, risale per via Tigellio, piazza Annunziata, viale Merello, piazza d'Armi, viale San Vincenzo, viale Regina Elena, Piazza Costituzione e via Sonnino verso l'ospedale Roberto Binaghi.
Inoltre, nel 2015 venne creata l'app CTM BusFinder, l'app di CTM che offre tutte le informazioni sui trasporti pubblici del comune di Cagliari e provincia, che permette l'acquisto di biglietti e abbonamenti per l'autobus senza costi aggiuntivi. L'app consente anche di verificare in tempo reale l'orario di passaggio dell'autobus desiderato.
Dall'estate 2016 importanti modifiche interessarono il servizio estivo: per il progetto ZeEUS venne disposto il prolungamento, durante i mesi estivi, della linea 5 da San Bartolomeo verso la Spiaggia del Poetto, creando la linea 5ZE. Nacque il Poetto Express, facente spola tra Piazza Matteotti e il Poetto, linea precedentemente chiamata PN e ancor prima P/. La linea 9P, il cui servizio, già nelle estati precedenti, era stato ridotto alle sole domeniche, venne soppressa.
Nel 2017 la linea 13 raddoppiò la lunghezza del suo percorso: dall'Ospedale Brotzu, venne prolungato per Monreale, Barracca Manna e il quartiere selargino di Is Corrias, connettendolo al centro città, e creando un interscambio con la linea 15.
Il 1 marzo 2019 la Circolare San Simone e la Navetta Giorgino vennero fuse in un'unica linea denominata GSS (acronimo di "Giorgino - San Simone"), col seguente percorso: Piazza Matteotti, viale La Playa, via San Paolo, Centro Commerciale Santa Gilla, SS195racc, Giorgino, Porto Canale.
Dal 14 settembre 2022 la linea 31 venne sostituita dalla linea QEX (Quartu Express), collegante in modo diretto Piazza Matteotti a Cagliari e via Brigata Sassari a Quartu, in maniera identica al C Nero di molti anni prima. L'attraversamento di Selargius e Quartucciu venne riservato alla linea 30 che, come faceva in precedenza il C Rosso, arriva in via Brigata Sassari e torna indietro.
Negli ultimi anni, piccole modifiche hanno interessato la linea 9, con l'estensione del suo percorso dentro Decimomannu in modo da collegare la casa di cura di via delle Aie; la linea 19, alla quale è stata aggiunta una fermata vicino al quartiere di Truncu is Follas, nel comune di Elmas; la linea 41, alla quale è stata aggiunta una fermata nella zona artigianale di Quartu Sant'Elena, raggiungendo i nuovi uffici dell'ASPAL; la linea 17, il cui capolinea di Monserrato è stato spostato sulla corsia preferenziale di via San Gottardo, già capolinea della linea M e fermata delle linee 8 e QS/A; la linea 3, il cui tragitto è stato modificato per percorrere via delle Rondini nel Quartiere del Sole; le linee PF, PQ e Poetto Express, le quali in seguito ai lavori per la realizzazione di Metrocagliari sono state cambiate per percorrere viale Bonaria e viale Cimitero, prima di reimmettersi in viale Diaz.

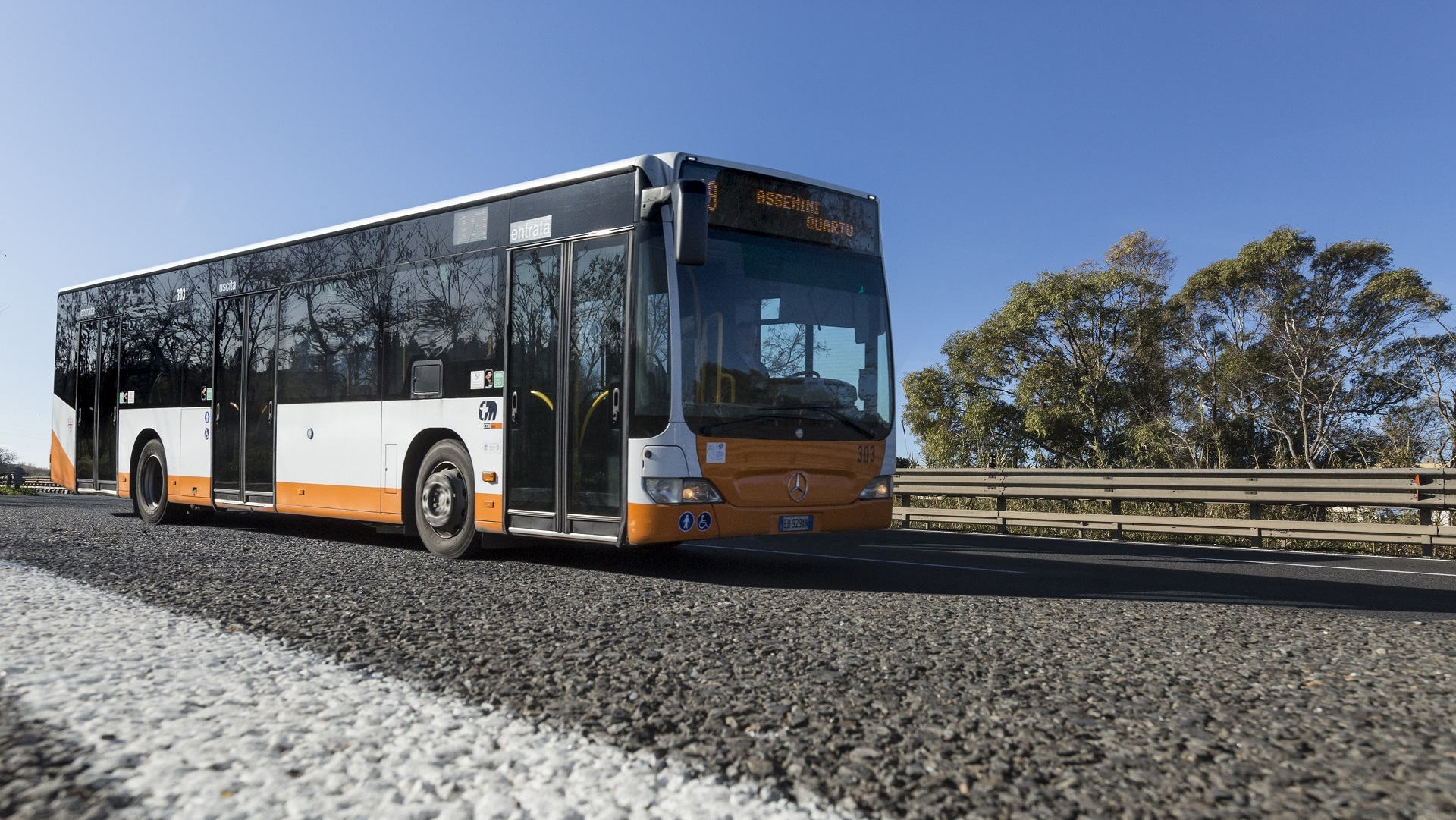
Mercedes-Benz Citaro sulla strada statale 130 Iglesiente in servizio sulla linea 19

## Dati aziendali

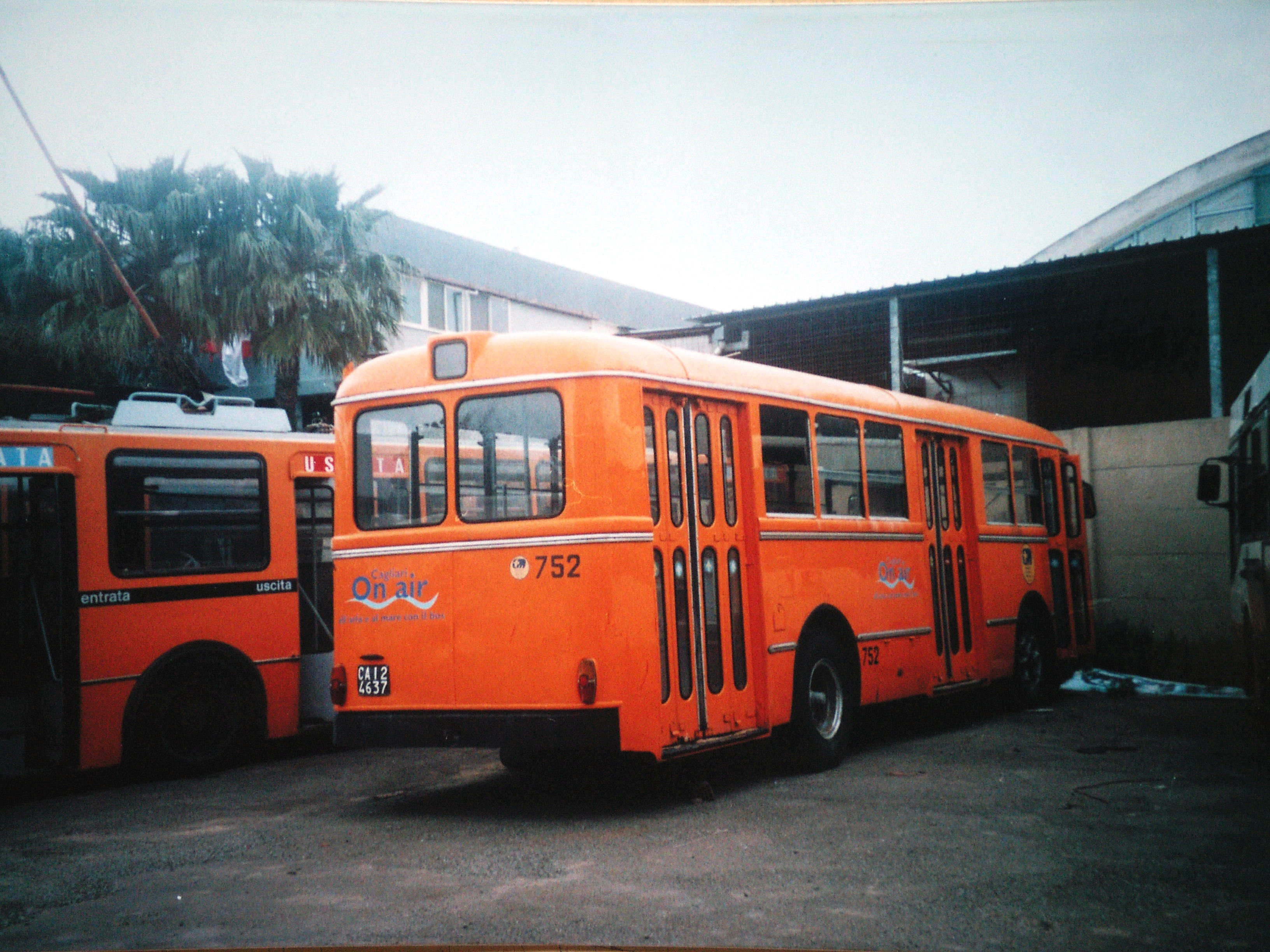
Un vecchio modello di autobus degli anni sessanta, ben restaurato e custodito presso il deposito del CTM. Si nota a sinistra il filobus nº 614, dismesso, appartenente alla rara classe di mezzi Inbus F140 poi demoliti.

Gli azionisti dell'azienda sono: il Comune di Cagliari per il 67,5%, la Città Metropolitana di Cagliari per il 25% e il Comune di Quartu Sant'Elena per il restante 7,5%. 
L'azienda gestisce 32 linee (di cui 3 filoviarie), più diverse navette e linee speciali. La flotta aziendale percorre, in un anno, oltre 12.000.000 chilometri. Con oltre 50 chilometri di filovia in esercizio, il CTM gestisce una delle reti filoviarie più estese d'Italia.

### Parco mezzi

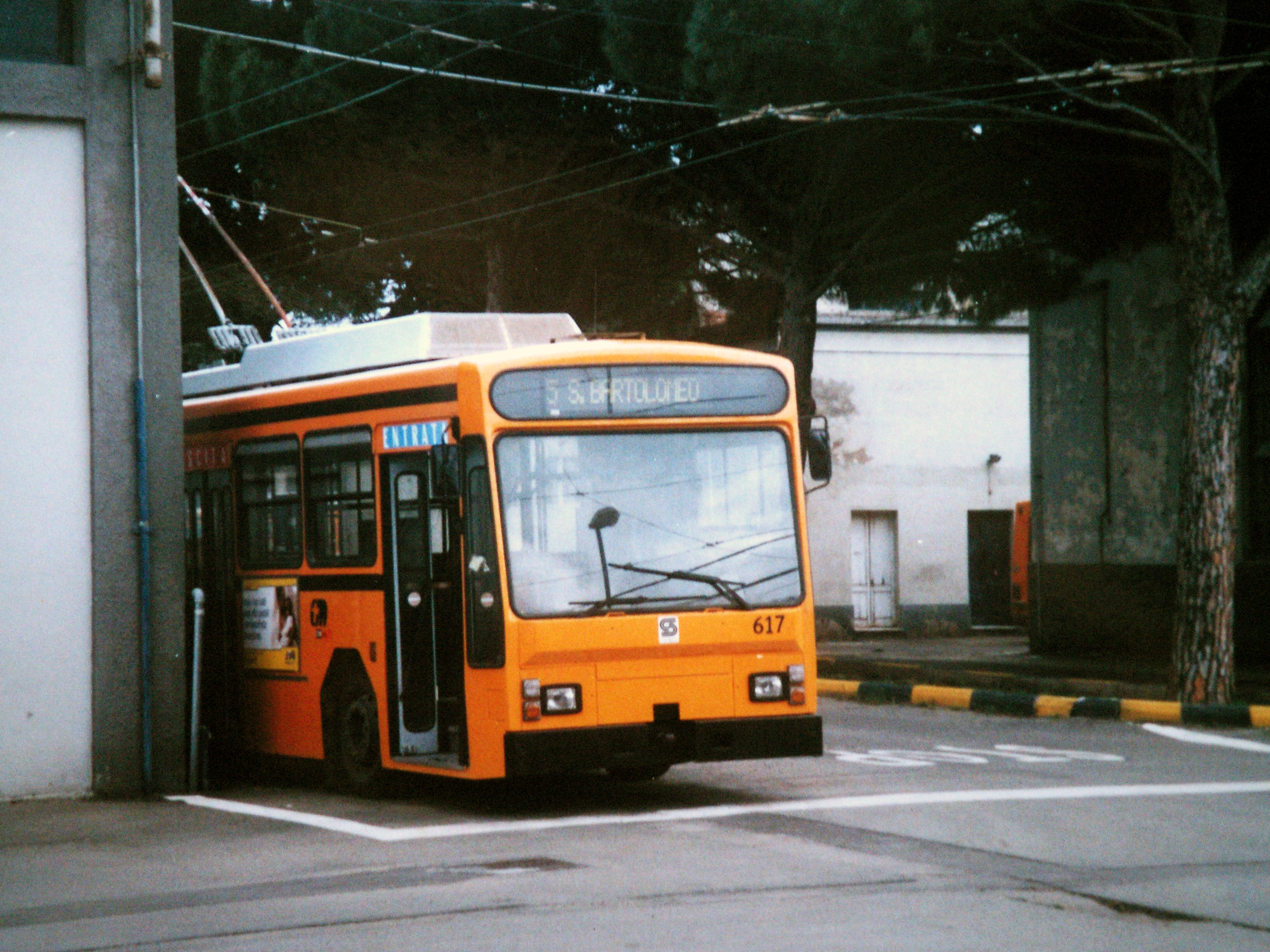
Filobus Socimi della linea 5 ricoverato nel deposito, oggi dismesso

Il parco mezzi CTM è composto da 279 mezzi, di cui 32 filobus e 17 autobus snodati.
4 minibus vengono usati per il servizio a chiamata Amico bus;
- 4 Mercedes-Benz Sprinter 6 m, numerati da 55 a 58.

Per il servizio di linea vengono usati i seguenti mezzi:
- 16 Mercedes-Benz Sprinter 7 m, numerati da 180 a 195; (mezzi più anziani in accantonamento)
- 22 BredaMenarinibus Vivacity
  - 12 da 8 m, numerati da 220 a 231;
  - 10 da 9 metri numerati da 232 a 241;
- 143 Mercedes-Benz Citaro;
  - 31 da 10 m, numerati da 250 a 281;
  - 112 da 12 m, numerati da 300 a 411 (saranno sostituiti dai Solaris Urbino 12 electric);
- 30 Iveco Bus Urbanway 12 m, numerati da 537 a 567;
- 10 Solaris Urbino 18 m, numerati da 809 a 818;
- 2 Iveco Bus Urbanway 18 m, numerati da 819 a 820.

Il parco filoviario è composto da 32 mezzi:
- 18 Solaris Trollino 12 m;
  - 16 con generatore, numerati da 701 a 716;
  - 2 con batterie, numerati 717 e 718;
- 14 Van Hool A330T 12 m; 
  - 8 con generatore numerati da 719 a 727;
  - 4 con batterie da numerati 728 a 732.

Il parco elettrico è composto da 118 mezzi, con altri in arrivo:
- 11 Rampini E60 6 m, numerati da E01 a E011;
  - 3 senza pantografo, da E01 a E03;
  - 8 con pantografo, numerati da E04 a E011;
- 7 Otokar e-Centro C 6,6m elettrici, numerati da 12 a 18;
- 5 Iveco Bus Urbanway 18 m ibridi, numerati da 821 a 825;
- 20 Solaris Urbino elettrici 12 m, numerati da 420 a 439.
- 80 Solaris Urbino elettrici 12 m, numerati da 600 a 679 (ricarica con pantografo e plug-in, telecamere 360°, specchietti digitali)

### Mezzi non più in servizio
Filoviari:
- Fiat 668 Cansa (9 filobus, matricole dalla 501 alla 509), in servizio dal 1952 all'estate del 1972
- Fiat 2405 Casaro (11 filobus, matricole dalla 551 alla 561), in servizio dal 1955 al 1986. L'unico esemplare rimasto, n. 552, è conservato al Museo Nazionale dei Trasporti della Spezia.
- Fiat 2405 Lancia esatau (6 filobus, matricole dalla 562 alla 567), in servizio dal 1957 al 1971.
- Fiat 2405 Casaro (25 filobus, matricole dalla 568 alla 592), in servizio dal 1962 al 1989.
- Inbus F140 (15 filobus, matricole dalla 601 alla 615), in servizio dal 1981 al 2003. Demoliti nel 2008.
- Socimi 8839 (20 filobus, matricole dalla 616 alla 635), in servizio dal 1986 al giugno 2012. Accantonati e demoliti.
- Socimi 8845 (16 filobus, matricole dalla 636 alla 651), in servizio dal 1991 al giugno 2016. Accantonati e demoliti.

Autobus:
- Fiat 409 SEAC (in servizio dal 1967 al 1983), numerati da 1 a 52, poi da 701 a 752. Quest'ultima vettura, dismessa, risulta ancora presente in deposito come veicolo storico.
- Fiat 418.10 SEAC Carmagnola, numerati da 58 a 91;
- Fiat 418.10 AC Cameri (in servizio fino al 1989), numerati da 201 a 214;
- Fiat 418.10 Menarini (in servizio fino al 1989), numerati da 215 a 222;
- Fiat 418.10 Pistoiesi (in servizio fino al 1989), numerati da 223 a 242;
- Fiat 470.12 (in servizio dal 1983 al 2001), numerati da 1 a 78;
- Inbus U210 (in servizio dal 1981 al 1990), 12 metri, numerati da 121 a 128;
- Inbus U150 (in servizio dal 1983 al 2006), 7 metri, numerati da 101 a 117;
- Iveco 480.12 (in servizio dal 1989 al 2010), numerati da 301 a 366;
- Iveco 480.10 (in servizio dal 1989 al 2010), numerati da 251 a 293;
- Iveco 490.12 (in servizio dal 1995 al 2010), numerati da 371 a 378;
- BredaMenariniBus Monocar 240 L (in servizio dal 1998 al 2012), numerati da 401 a 452;
- 4 Renault master 5 m, numerati da 51 a 54;
- Irisbus Europolis (in servizio dal 2003 al 2022), 9 metri, numerati da 201 a 212;
- Mercedes-Benz Citaro
  - 12 metri (in servizio dal 2003 al 2022), numerati da 501 a 511;
  - 18 metri (in servizio dal 2004 al 2022), numerati da 805 a 808;
- Irisbus Citelis (in servizio dal 2007 al 2023), numerati da 512 a 536;
- Renault Agorà (del 2000, in servizio dal 2006 al 2014), numerati da 461 a 475;

## Lista linee
| Linea | Partenza | Arrivo | Note                                                                                |
| ----- | --- | --- | ----------------------------------------------------------------------------------- |
| 1     | Azienda ospedaliera "G. Brotzu"                                                                                            | via Flavio Gioia |                                                                                     |
| 1L    | via Brigata Sassari (Quartu Sant'Elena)                                                                                    | Pitz'e Serra (Quartu Sant'Elena)                                                                                           | Supplemento scolastico                                                              |
| 1Q    | via Brigata Sassari (Quartu Sant'Elena)                                                                                    | Località Terra Mala (Quartu Sant'Elena)                                                                                    |                                                                                     |
| 2L    | Margine Rosso (Quartu Sant'Elena)                                                                                          | Pitz'e Serra (Quartu Sant'Elena)                                                                                           | Supplemento scolastico                                                              |
| 3     | Via del Sole | Via Abruzzi (Cimitero S. Michele)                                                                                          |                                                                                     |
| 3P    | Piazza Giovanni XXIII | Ospedale Marino | Attiva solo nel periodo estivo                                                      |

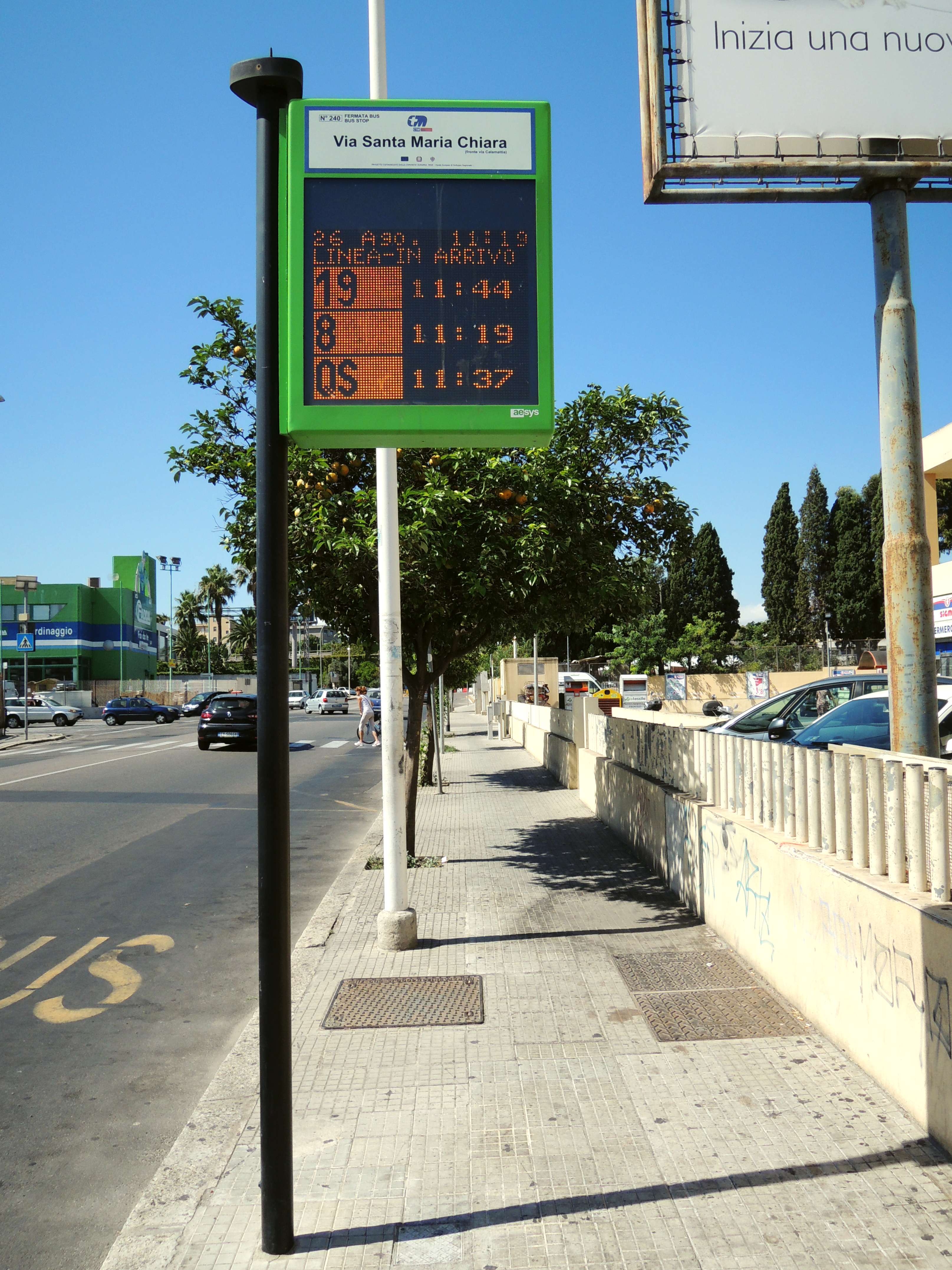
Una fermata del CTM a Pirri

| 5     | via Giovanni Cinquini (Parco San Michele)                                                                                  | via Vergine di Lluc | Non attiva nei festivi, e nel periodo estivo attiva solo di primo mattino e di sera |
| 5/11  | via Giovanni Cinquini (Parco San Michele)                                                                                  | Calamosca | Festiva Attiva solo nel periodo invernale                                           |
| 5ZE   | via Giovanni Cinquini (Parco San Michele)                                                                                  | Ospedale Marino | Attiva solo nel periodo estivo                                                      |
| 5S    | via Roma | via Cadello | Supplemento scolastico                                                              |
| 6     | Unipol Domus (Parcheggi Stadio)                                                                                            | via Andorra |                                                                                     |
| 7     | piazza Yenne - circolare - piazza Yenne                                                                                    | piazza Yenne - circolare - piazza Yenne                                                                                    |                                                                                     |
| 8     | piazza Giacomo Matteotti                                                                                                   | Presidio Ospedaliero Duilio Casula (Monserrato)                                                                            | Non attiva nei festivi                                                              |
| 8A    | Giorgino | Presidio Ospedaliero Duilio Casula (Monserrato)                                                                            | Attiva solo nei festivi                                                             |
| 8H    | Stazione di Cagliari | via Decio Mure (Monserrato)                                                                                                | Supplemento Scolastico Alberghiero                                                  |
| 9     | Stazione di Decimomannu (Decimomannu)                                                                                      | via Roma |                                                                                     |
| 9A    | via dell'Acquedotto Romano (Elmas)                                                                                         | Stazione di Cagliari | Supplemento Scolastico                                                              |
| 9S    | via Piero Gobetti (Assemini)                                                                                               | Stazione di Cagliari | Supplemento Scolastico                                                              |
| 10    | via Sant'Ignazio da Laconi                                                                                                 | Ospedale Binaghi |                                                                                     |
| 11    | Calamosca - Amsicora - Calamosca                                                                                           | Calamosca - Amsicora - Calamosca                                                                                           | Attiva solo nel periodo estivo, e a Giugno solo sabato e domenica                   |
| 13    | via dei Giudicati | via Gallura (Selargius) |                                                                                     |
| 15    | via Fosse Ardeatine - Barraccamanna - via Fosse Ardeatine                                                                  | via Fosse Ardeatine - Barraccamanna - via Fosse Ardeatine                                                                  |                                                                                     |
| 16    | P.zza Giovanni XXIII | M.C.T.C | Non attiva il sabato e nei festivi                                                  |
| 17    | Stazione di San Gottardo (Monserrato)                                                                                      | via Gallus (Selargius) | Non attiva nei festivi                                                              |
| 18    | via Chiaramonti (Quartucciu) - centro commerciale Le Vele (Quartucciu) - via Chiaramonti (Quartucciu)                      | via Chiaramonti (Quartucciu) - centro commerciale Le Vele (Quartucciu) - via Chiaramonti (Quartucciu)                      | Non attiva nei festivi                                                              |
| 19    | via Piero Gobetti (Assemini)                                                                                               | piazza IV Novembre (Quartu Sant'Elena)                                                                                     | Non attiva nei festivi                                                              |
| 19S   | via Piero Gobetti (Assemini)                                                                                               | via Cesare Cabras | Supplemento Scolastico                                                              |
| 20    | via Piero della Francesca (Selargius)                                                                                      | Carcere di Buoncammino |                                                                                     |
| 29    | piazza San Benedetto | Presidio Ospedaliero Duilio Casula (Monserrato)                                                                            | Non attiva nei festivi e ad agosto                                                  |
| 30    | piazza Giacomo Matteotti                                                                                                   | via Brigata Sassari (Quartu Sant'Elena)                                                                                    | Non attiva nei festivi                                                              |
| 30R   | piazza Giacomo Matteotti                                                                                                   | piazza IV Novembre (Quartu Sant'Elena)                                                                                     | Attiva solo nei festivi                                                             |
| 30S   | via Brigata Sassari (Quartu Sant'Elena)                                                                                    | piazza Giacomo Matteotti                                                                                                   | Supplemento Scolastico                                                              |
| 31R   | piazza Giacomo Matteotti                                                                                                   | via Brigata Sassari (Quartu Sant'Elena)                                                                                    | Attiva solo nei festivi                                                             |
| 40    | via Brigata Sassari (Quartu Sant'Elena) - piazza IV Novembre (Quartu Sant'Elena) - via Brigata Sassari (Quartu Sant'Elena) | via Brigata Sassari (Quartu Sant'Elena) - piazza IV Novembre (Quartu Sant'Elena) - via Brigata Sassari (Quartu Sant'Elena) | Non attiva nei festivi                                                              |
| 41    | via Brigata Sassari (Quartu Sant'Elena) - via Danimarca (Quartu Sant'Elena) - via Brigata Sassari (Quartu Sant'Elena)      | via Brigata Sassari (Quartu Sant'Elena) - via Danimarca (Quartu Sant'Elena) - via Brigata Sassari (Quartu Sant'Elena)      |                                                                                     |
| C     | piazza Pitagora | piazza Pitagora | Non attiva nei festivi                                                              |
| GSS   | piazza Giacomo Matteotti - via centro commerciale I Fenicotteri - Porto Canale (G.d.F)                                     | piazza Giacomo Matteotti - via centro commerciale I Fenicotteri - Porto Canale (G.d.F)                                     | Non attiva nei festivi                                                              |
| M     | piazza Giacomo Matteotti                                                                                                   | Stazione di San Gottardo (Monserrato)                                                                                      |                                                                                     |
| MS    | via Cesare Cabras (Monserrato)                                                                                             | piazza Giacomo Matteotti                                                                                                   | Supplemento Scolastico                                                              |
| P     | via Piero Gobetti (Assemini)                                                                                               | via Alfonso Ligas | Supplemento Scolastico                                                              |
| PEX   | piazza Giacomo Matteotti                                                                                                   | Ospedale Marino | Attiva solo nel periodo estivo, e a Giugno e Settembre solo sabato e domenica       |
| PF    | piazza Giacomo Matteotti                                                                                                   | Flumini di Quartu |                                                                                     |
| PFS   | via dei Nasturzi (Quartu Sant'Elena)                                                                                       | piazza Giacomo Matteotti                                                                                                   |                                                                                     |
| PQ    | piazza Giacomo Matteotti                                                                                                   | piazza IV Novembre (Quartu Sant'Elena)                                                                                     |                                                                                     |
| QEX   | piazza Giacomo Matteotti                                                                                                   | via Brigata Sassari (Quartu Sant'Elena)                                                                                    | Non attiva nei festivi                                                              |
| QS    | via Gavino Dessy Deliperi                                                                                                  | via Lungo Saline |                                                                                     |
| QSA   | Presidio Ospedaliero Duilio Casula (Monserrato)                                                                            | piazza IV Novembre (Quartu Sant'Elena)                                                                                     |                                                                                     |
| QSB   | via Gavino Dessì Deliperi                                                                                                  | piazza IV Novembre (Quartu Sant'Elena)                                                                                     | Non attiva nei festivi e nel periodo estivo                                         |
| U_EX  | via Abruzzi | Presidio Ospedaliero Duilio Casula (Monserrato)                                                                            | Non attiva nei festivi e ad agosto                                                  |